# Den Kenjirō
Den Kenjirō est un nom japonais traditionnel ; le nom de famille (ou le nom d'école), Den, précède donc le prénom (ou le nom d'artiste).
Le baron Den Kenjirō (田 健治郎, Den Kenjirō) (25 mars 1855 - 16 novembre 1930) est un homme politique japonais qui fut gouverneur général de Taïwan du 29 octobre 1919 au 6 septembre 1923 et le premier civil à occuper cette position.

## Biographie
Né dans le domaine de Tamba-Kaibara (dans l'actuelle préfecture de Hyōgo), Den est le fils d'un chef de village. Après la restauration de Meiji, il part tenter sa chance dans la préfecture de Kumamoto en 1874 puis dans la préfecture d'Aichi en 1875. Entré au service du département de police, il est affecté par la suite dans les préfectures de Kōchi, de Kanagawa et de Saitama. Vers 1890, il attire l'attention du ministre des Communications Gotō Shōjirō qui le recrute dans la bureaucratie centrale du gouvernement de Meiji. Il monte progressivement jusqu'au poste de vice-ministre et sert en même temps au conseil des gouverneurs des chemins de fer gouvernementaux japonais. En 1898, il quitte le gouvernement pour devenir président de la compagnie ferroviaire du Kansai.
Il retourne au service du gouvernement en 1900 comme directeur du bureau d'administration du ministère des Communications mais démissionne de nouveau un an plus tard pour faire campagne pour un siège à la chambre des représentants de la Diète du Japon soutenu par Itō Hirobumi et le parti politique Rikken Seiyūkai. Il sert durant deux mandats non consécutifs, retournant à chaque fois occuper un poste supérieur au ministère des Communications. En 1906, il est nommé à la chambre des pairs et, l'année suivante, reçoit le titre de baron (danshaku) selon le système de noblesse kazoku. En politique, il se rapproche de la faction conservatrice du genrō Yamagata Aritomo, mais rompt plus tard avec ce dernier à la suite du scandale Siemens.
Den est également l'un des fondateurs de la compagnie automobile Kaishinsha en 1914. Le « D » de l'acronyme de l'entreprise « DAT » vient de « Den ». Plus tard renommée Datsun, la compagnie est rachetée par le zaibatsu Nissan dans les années 1930.
De 1916 à 1918, au sein du gouvernement du Premier ministre Terauchi Masatake, Den est nommé ministre des Communications. À ce poste, il exprime ses inquiétudes quant à la domination des États-Unis et du Royaume-Uni sur la nouvelle Société des Nations et qui contribuerait à un « encerclement » du Japon. En 1919, Den est nommé gouverneur général de Taïwan, devenant le premier civil à ce poste. Sur l'île, il met en place les nouvelles politiques d'assimilation sociales et politiques dans lesquelles les lois discriminatoires en matière d'éducation sont supprimées. Plusieurs réformes majeures sont menées pendant son mandat, notamment diverses réformes administratives, l'agrandissement du système éducatif public, la réduction de la participation policière à l'administration locale, la construction du réservoir Chanan et la légalisation des mariages entre Japonais et Taïwanais. L'objectif déclaré de Den est que la population taïwanaise jouisse finalement des mêmes droits politiques que les Japonais au Japon et que les Taïwanais soient assimilés à la société japonaise globale. Les lois commerciales sont simplifiées pour permettre aux entrepreneurs taïwanais de devenir compétitifs face aux Japonais et plusieurs journaux taïwanais sont fondés. Sous son mandat, le prince héritier Hirohito effectue une visite d'État à Taïwan.
Après le terrible séisme de Kantō de 1923, Den est rappelé au Japon pour occuper les postes de ministre de la Justice et de l'Agriculture et du Commerce dans le second gouvernement de Yamamoto Gonnohyōe. Avec le ministre de l'Intérieur Gotō Shinpei, il jette les bases de la reconstruction de Tokyo après la catastrophe. Toutefois, comme le reste du gouvernement, il est forcé de démissionner à la suite de l'attentat de Toranomon. Après 1926, il est membre du conseil privé. Il meurt des complications d'une hémorragie intra-cérébrale en 1930 à son domicile de Tamagawa à Tokyo. Sa tombe se trouve au cimetière de Tama à Fuchū.
Den a tenu un journal intime de 1906 à sa mort en 1930 et qui constitue un témoignage important de l'histoire politique du Japon pendant l'ère Taishō.